# Tchopourlou (Kelbajar)
Tchopourlou (en azéri : Çopurlu) est un village situé dans le raion de Kelbadjar en Azerbaïdjan.

## Géographie
Le village est situé au pied de la chaîne de montagnes Murovdag, à 20 km au nord de Kelbadjar.

## Histoire
De 1993 à 2020, Tchopourlou était sous le contrôle des forces armées arméniennes. À l'issue de la deuxième guerre du Haut-Karabakh, conformément à l'accord conclu entre l'Arménie, l'Azerbaïdjan et la Russie, le raion de Kelbadjar est restitué à l'Azerbaïdjan le 25 novembre 2020,. 